# Amédée Courbet
Amédée-Anatole-Prosper Courbet (Abbeville, 26 giugno 1827 – Makung, 11 giugno 1885) è stato un militare francese. Ottenne una serie di importanti vittorie terrestri e navali durante la campagna del Tonchino (1883-1886) e la guerra franco-cinese (agosto 1884 - aprile 1885).

## Gioventù
Courbet nacque ad Abbeville. Restò orfano di padre a nove anni. Dopo il diploma, si iscrisse all'istituto Favart di Parigi e frequentò il Lycée Charlemagne. Nel 1847 entrò all'École polytechnique.
Il 24 febbraio 1848 scoppiò la Rivoluzione francese del 1848, nella quale gli studenti del Politecnico si impegnano dalla parte degli insorti. Curbet divenne segretario di Armand Marrast, direttore del giornale Le National e sindaco di Parigi. In seguito Courbet tornò agli studi, al termine dei quali entrò in marina.

## Inizi della carriera in marina
Nominato aspirante ufficiale di 1ª classe, fu inviato d'ufficio al porto di Tolone, dove nell'ottobre 1849 imbarcò su L'Océan. Il 18 novembre 1849 si imbarcò sulla corvetta a vela Capricieuse, sulla quale prestò servizio fino al febbraio del 1853. Il Capricieuse circumnavigò il globo durante questo periodo, navigando per diversi mesi lungo la costa cinese: Courbet ebbe così la sua prima esperienza dei mari sui quali, trent'anni dopo, avrebbe raggiunto la fama. Dopo il suo ritorno in Francia, fu assegnato con il grado di enseigne al brigantino Olivier, facente parte della divisione navale del Levante. Nel dicembre 1855, a Smirne, intervenne per sedare un ammutinamento a bordo della nave Tancrède, azione per la quale ricevette le lodi del ministero della marina. Fu promosso al grado di tenente di vascello 29 novembre 1856.
Nel 1857, come secondo ufficiale sul Coligny, partecipò a un tour dei presidi spagnoli in Marocco (Peñón de Vélez de la Gomera, Peñón de Alhucemas, Melilla e le Isole Chafarinas).
Tra il 1858 e il 1862 Courbet prestò servizio sulle navi scuola Suffren e Montebello. Alla fine del 1862 fu inviato a Lorient per svolgere servizio a terra. Tra il 1863 e il 1866 prestò servizio nella escadre d'évolutions, prima sull'Alexandre, poi sul Ville de Paris e infine, dal 25 luglio 1864, sulla corazzata a due ponti Solférino, come aiutante di campo e segretario dell'ammiraglio Bouët-Willaumez, comandante della squadra.
Il 14 agosto 1866 fu promosso capitano di fregata e fu assegnato alla fregata Savoie, come capo di stato maggiore dell'ammiraglio de Dompierre d'Hornoy, comandante della divisione navale del Mare del Nord e della Manica. Il 1º marzo 1870 fu assegnato alla divisione navale delle Antille come capitano dell'avviso a vapore Talisman. Questo incarico, che non gli diede la possibilità di partecipare alla guerra franco-prussiana, fu il suo primo comando indipendente. Tornò in Francia nel maggio 1872.

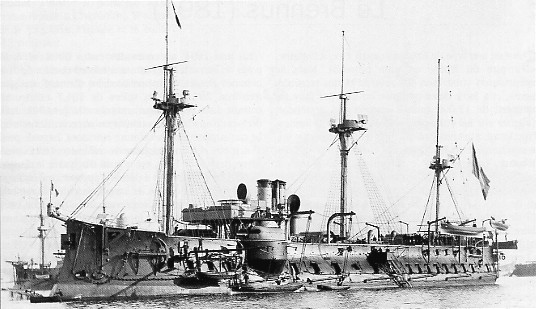
La corazzata Bayard, l'ammiraglia di Courbet

Nel dicembre del 1872 fu nominato secondo ufficiale della fregata Minerve, a bordo della quale tornò nelle Antille all'inizio del 1873. L'11 agosto 1873 fu promosso capitano di vascello ed assegnato alla fregata Savoie.
Nel dicembre 1874 fu nominato al comando della scuola navale di Boyardville, sull'isola di Oléron. Nel febbraio del 1877, lasciato il comando della scuola navale, fu nominato membro aggiunto del Consiglio dei lavori e della Commissione superiore delle difese subacquee. Dal 1877 al 1879 fu assegnato alla corazzata Richelieu, dove prestò nuovamente servizio come capo di stato maggiore dell'ammiraglio de Dompierre d'Hornoy, ora comandante in capo della escadre cuirassée. Il 23 luglio 1879 fu nominato commendatore della Legion d'onore.
Il 26 maggio 1880 Courbet succedette all'ammiraglio Olry come governatore della Nuova Caledonia, incarico che non lo entusiasmò. Il 16 maggio 1882 Léopold Pallu de la Barrière fu nominato quale nuovo governatore e Courbet, ora controammiraglio, tornò in Francia, dove gli fu promesso il comando della divisione navale del Levante dall'ammiraglio Jauréguiberry, ministro della marina. Jauréguiberry fu però sostituito come ministro della marina nel gennaio 1883, quando il gabinetto di Charles Duclerc fu sostituito dal breve governo di Armand Fallières. Il nuovo ministro della marina, Charles Brun, affidò a Courbet il comando della division navale d'essais. Il 23 aprile 1883, a Cherbourg, Curbet issò la sua bandiera a bordo della corazzata Bayard.

## Comandante della Divisione navale delle coste del Tonchino

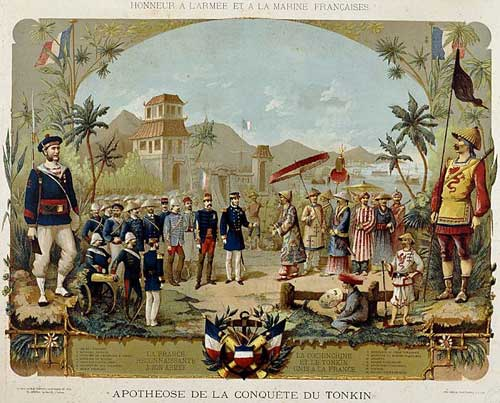
L'ammiraglio Courbet a Huế

Nel giugno 1883 a Courbet fu affidato il comando di una nuova divisione navale, quella delle coste del Tonchino (Division navale des côtes du Tonkin). In questo periodo il governo francese, che stava cercando di imporre un protettorato nel Tonchino, doveva affrontare l'aspra opposizione dell'Esercito della bandiera nera di Liu Yongfu. Le Bandiere nere erano armate e rifornite segretamente dalla Cina e il ruolo della nuova divisione navale era quello di interrompere,  bloccando il golfo del Tonchino, il flusso di armi e munizioni alle Bandiere nere. La Divisione navale delle coste del Tonchino comprendeva le corazzate Bayard e Atalante, l'incrociatore Châteaurenault e due torpediniere, la n. 45 e la n. 46, e Courbet ricevette l'ordine di assumere, al suo arrivo nel Tonchino, anche il comando delle navi della divisione navale della Cocincina. Courbet arrivò nella baia di Hạ Long il 20 luglio 1883.
Nell'agosto del 1883, in seguito alla morte dell'imperatore vietnamita Tự Đức e alla conseguente crisi per la successione, il governo francese approvò un'operazione volta a mettere alle strette la corte vietnamita di Huế. Il 18 agosto 1883 la divisione navale di Courbet bombardò i forti di Thuận An, all'ingresso del fiume dei Profumi, e il 20 agosto 1883, nella battaglia di Thuận An, una forza da sbarco di marinai e fanti di marina superò le difese vietnamite e catturò i forti. La vittoria di Courbet, che diede la possibilità ai francesi di occupare Huế in qualsiasi momento, costrinse la corte vietnamita a sottomettersi ai francesi e a firmare il trattato di Huế, che riconosceva il protettorato francese sul Tonchino.

## Comandante del Corpo di spedizione del Tonchino
Nell'ottobre 1883 Courbet fu posto al comando del Corpo di spedizione del Tonchino. Nel dicembre 1883 attaccò Sơn Tây. La campagna di Sơn Tây fu la campagna più feroce che i francesi avessero mai combattuto nel Tonchino. Anche se a Sơn Tây i contingenti cinesi e vietnamiti giocarono un ruolo secondario nella difesa, le Bandiere nere combatterono ferocemente per tenere la città. Il 14 dicembre 1883 i francesi assaltarono le difese esterne di Sơn Tây a Phu Sa, ma furono respinti con pesanti perdite. Sperando di sfruttare questo rovescio, Liu Yongfu attaccò le linee francesi la stessa notte, ma anche l'attacco delle Bandiere nere fallì disastrosamente. Dopo aver fatto riposare le sue truppe il 15 dicembre 1883, Courbet assaltò nuovamente le difese di Sơn Tây nel pomeriggio del 16 dicembre 1883. Questa volta l'attacco fu preparato a fondo dall'artiglieria e fu sferrato solo dopo che i difensori erano stati sfiancati. Alle 17:00 un battaglione della Legione Straniera e un battaglione di fucilieri di marina catturarono la porta occidentale di Sơn Tây, facendosi poi strada all'interno della città. La guarnigione di Liu Yongfu si ritirò nella cittadella e alcune ore dopo evacuò Sơn Tây con il favore delle tenebre. Courbet aveva raggiunto il suo obiettivo, ma a un costo considerevole. Le perdite francesi a Sơn Tây furono di 83 morti e 320 feriti. Gli scontri di Sơn Tây costarono un tributo terribile alle Bandiere nere e, secondo alcuni osservatori, le fecero definitivamente crollare come forza combattente.

## Comandante dello Squadrone dell'Estremo Oriente
Come la maggior parte delle imprese coloniali francesi, le campagne del 1883 nel Tonchino erano state condotte dalle truppe di marina e supervisionate dal ministero della marina. Nel dicembre 1883, tuttavia, in vista del crescente impegno di truppe dall'Algeria al Tonchino, il ministero dell'esercito insistette per nominare un generale dell'esercito al comando del Corpo di spedizione del Tonchino, che da quel momento in poi sarebbe stato costituito come una divisione di fanteria a due brigate, con il normale complemento di artiglieria e altre armi di supporto. Il gabinetto di Jules Ferry approvò la richiesta dell'esercito e Courbet fu sostituito al comando del corpo di spedizione dal generale Charles-Théodore Millot il 16 dicembre 1883 – ironia della sorte, proprio il giorno in cui Courbet catturò Sơn Tây. Courbet riprese il comando della divisione navale delle coste del Tonchino e per i sei mesi successivi svolse un ruolo subordinato e poco gradito, dando la caccia alle bande di pirati vietnamiti nel golfo del Tonchino mentre Millot conquistava la gloria nella campagna di Bắc Ninh.
La fortuna di Courbet cambiò nel giugno dell'anno seguente. Il 27 giugno 1884, in risposta alla notizia dell'imboscata di Bắc Lệ, la divisione navale delle coste del Tonchino e la divisione navale dell'Estremo Oriente furono accorpate nella Squadra dell'Estremo Oriente. La nuova squadra, che sarebbe rimasta attiva per tutta la guerra franco-cinese, fu posta sotto il comando di Courbet, con l'ammiraglio Sébastien Lespès come secondo in comando. La squadra di Courbet comprendeva inizialmente le corazzate Bayard (nave ammiraglia), Atalante, La Galissonnière e Triomphante, gli incrociatori Châteaurenault, D'Estaing, Duguay-Trouin e Volta, le fregate leggere Hamelin e Parseval, le cannoniere Lynx, Vipère, Lutin and Aspic, le navi da trasporto truppe Drac e Saône e le torpediniere n. 45 e n. 46. Nel luglio 1884 Courbet ricevette l'ordine di concentrare parte della squadra a Fuzhou, per minacciare la flotta del Fujian e il cantiere navale di Fuzhou.

### Operazioni sul fiume Min, agosto 1884

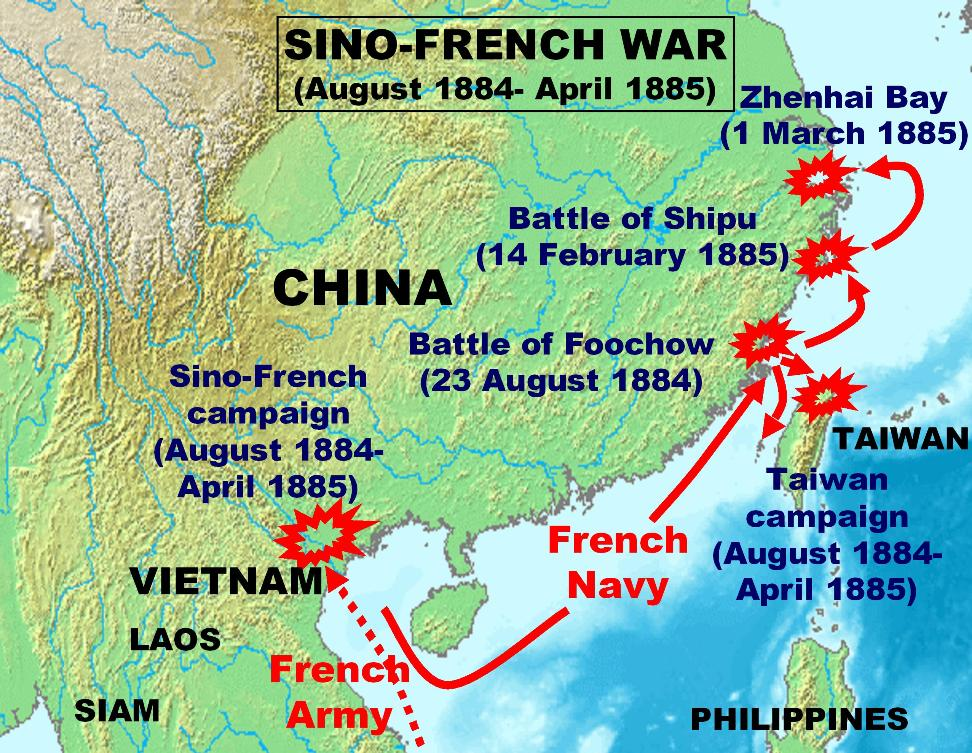
Le operazioni militari e navali francesi durante la guerra franco-cinese (agosto 1884-aprile 1885)

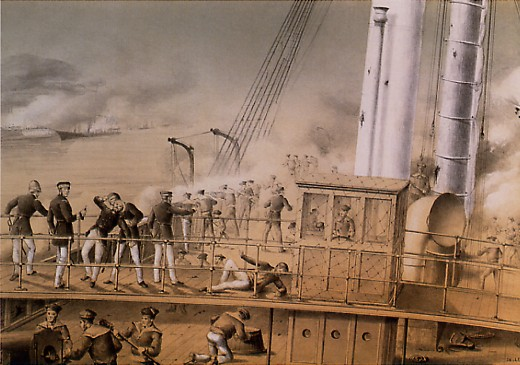
L'ammiraglio Courbet sul ponte dell'incrociatore Volta durante la battaglia di Fuzhou,

I negoziati tra Francia e Cina per risolvere la crisi seguita all'imboscata di Bắc Lệ si interruppero a metà agosto e il 22 agosto 1884 Courbet ricevette l'ordine di attaccare la flotta cinese a Fuzhou. Nella battaglia di Fuzhou del 23 agosto 1884, la Squadra dell'Estremo Oriente di Courbet annientò la flotta cinese del Fujian e danneggiò gravemente l'arsenale di Fuzhou. In meno di un'ora furono affondate nove navi cinesi, tra cui la corvetta Yangwu, ammiraglia della flotta del Fujian. Le perdite cinesi ammontarono a 3000 morti, mentre quelle francesi furono minime. Courbet si ritirò quindi con successo lungo il fiume Min fino al mare aperto, distruggendo diverse batterie costiere cinesi mentre conduceva la squadra francese attraverso i passi di Min'an e Jinpai. In riconoscimento di questa impresa, il governo a Courbet conferì la médaille militaire. Il 18 settembre 1884 fu promosso ammiraglio.

### Operazioni a Formosa, ottobre 1884
Alla fine di settembre 1884, con suo grande disappunto, Courbet ricevette l'ordine di utilizzare la Squadra dell'Estremo Oriente per sostenere lo sbarco di un corpo di spedizione francese a Keelung e Tamsui, nel nord di Formosa. Courbet si oppose con forza a una campagna a Formosa e presentò al ministero della marina proposte alternative per una campagna nelle acque cinesi settentrionali, per conquistare Port Arthur o Weihaiwei. Fu sostenuto in questo da Jules Patenôtre, il ministro francese per la Cina, ma i consigli di entrambi furono respinti.
Il 1º ottobre 1884 il tenente colonnello Bertaux-Levillain sbarcò a Keelung con una forza di 1800 fanti di marina, costringendo i cinesi a ritirarsi nelle forti posizioni difensive preparate sulle colline circostanti. Nel frattempo, dopo un inefficace bombardamento navale avvenuto il 2 ottobre 1884, l'ammiraglio Lespès attaccò con 600 marinai delle compagnie da sbarco le difese cinesi nella battaglia di Tamsui dell'8 ottobre 1884, ma fu decisamente respinto dalle forze al comando del generale Sun Kaihua (孫開華). I francesi si trovarono così coinvolti nella lunga campagna di Keelung, con la squadra di Courbet impegnata in un blocco di Formosa che si rivelava largamente inefficace.

### Battaglia della baia di Shipu, febbraio 1885
Dopo alcuni mesi di inattività, Courbet ottenne una serie di vittorie nella primavera del 1885. La squadra di Courbet era stata rinforzata in modo sostanziale e ora aveva a disposizione un numero di navi notevolmente superiore a quello dell'ottobre 1884. All'inizio di febbraio 1885 una parte della sua squadra lasciò Keelung per contrastare il tentativo di una parte della flotta cinese dei mari del sud di rompere il blocco francese di Formosa. L'11 febbraio 1885 la squadra di Courbet incontrò, nella pressi della baia di Shipu, gli incrociatori Kaiji, Nanchen e Nanrui, tre delle navi più moderne della flotta cinese, accompagnati dalla fregata Yuyuan e dallo sloop composito Chengqing. All'avvicinarsi dei francesi, i cinesi si dispersero: i tre incrociatori riuscirono a fuggire, ma i francesi riuscirono a intrappolare lo Yuyuan e il Chengqing nella baia di Shipu. La notte del 14 febbraio 1885, nella battaglia di Shipu, entrambe le navi furono paralizzate durante un audace attacco silurante francese, la Yuyuan da un siluro e la Chengqing dall'incndio della Yuyuan. Entrambe le navi furono poi affondate dai cinesi. In una lettera indirizzata al suo ministero, Courbet non dimenticò di ricordare con modestia il ruolo degli uomini sotto il suo comando:
Il 19 febbraio 1885 Courbet nominò capo del genio del corpo di Formosa il giovane capitano Joffre, incaricandolo di ricostruire le fortificazioni dell'isola.

### Blocco di Ningbo, marzo 1885
Il 1º marzo 1885 Courbet diede seguito al successo di Shipu, localizzando la Kaiji, la Nanchen e la Nanrui, che si erano rifugiate con altre quattro navi da guerra cinesi nella baia di Zhenhai, vicino al porto di Ningbo. Courbet pensò di forzare le difese cinesi, ma alla fine decise di presidiare l'ingresso della baia per tenere le navi nemiche imbottigliate per tutta la durata delle ostilità.  Il 1º marzo 1885 un breve e inconcludente scontro tra l'incrociatore francese Nielly e le batterie di terra cinesi permise al generale cinese Ouyang Lijian, incaricato della difesa di Ningbo, di rivendicare la cosiddetta battaglia di Zhenhai come una vittoria cinese.

### Blocco del riso, marzo–giugno 1885
Nel febbraio 1885, su pressione diplomatica della Cina, il Regno Unito invocò le disposizioni della legge sull'arruolamento straniero del 1870 e chiuse Hong Kong e altri porti dell'estremo oriente alle navi da guerra francesi. Il governo francese reagì ordinando a Courbet di attuare un "blocco del riso" sul fiume Yangzi, sperando di costringere la corte Qing a scendere a patti. Il blocco del riso mise in crisi il trasporto del riso via mare da Shanghai, costringendo i cinesi a trasportarlo via terra, ma la guerra si concluse prima che il blocco avesse gravi ripercussioni sull'economia cinese.

### Campagna delle Pescadores, marzo 1885
All'inizio del marzo 1885 un'importante vittoria francese a Keelung permise a Courbet di distaccare un battaglione di fanteria di marina e una sezione di artiglieria di marina dalla guarnigione di Keelung per catturare le isole Pescadores alla fine di marzo. Courbet diresse personalmente le operazioni e questa breve campagna coloniale fu combattuta nello stile tradizionale, cioè dalle navi della marina e dalle trouppe di marina. La campagna delle Pescadores fu un'importante vittoria strategica, in quanto avrebbe impedito ai cinesi di rafforzare ulteriormente il loro esercito a Formosa, ma arrivò troppo tardi per influenzare l'esito della guerra. Una proposta di utilizzare la Squadra dell'Estremo Oriente per effettuare uno sbarco nel golfo di Bohai fu annullata alla notizia della sconfitta francese nella battaglia di Bang Bo (24 marzo 1885) e della successiva ritirata da Lạng Sơn. Courbet era sul punto di evacuare Keelung per rinforzare il Corpo di spedizione del Tonchino, lasciando solo una guarnigione minima a Makung nelle Pescadores, quando le ostilità terminarono nell'aprile 1885;.

## Morte e funerali di Stato

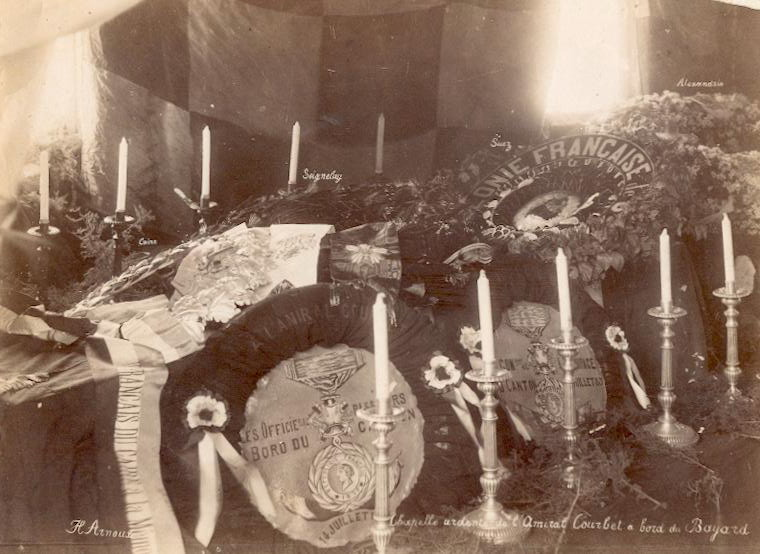
La bara di Courbet esposta nella camera ardente a bordo del Bayard. La bara è ricoperta di omaggi floreali delle comunità francesi di Suez, Alessandria e di altri porti visitati dalla Bayard durante il suo viaggio di ritorno in Francia

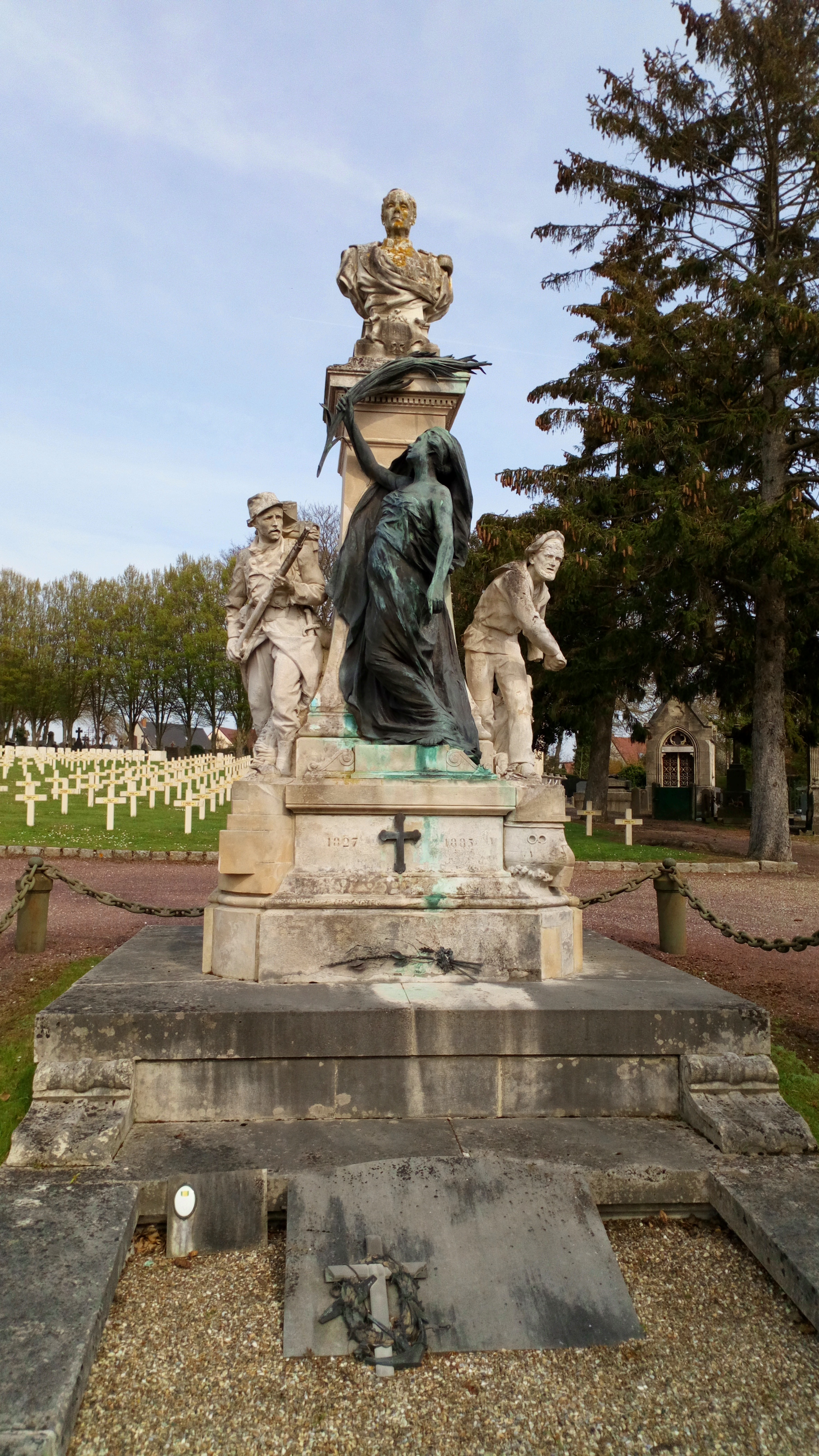
Tomba dell'ammiraglio Courbet

I francesi occuparono le Pescadores fino al luglio 1885. Courbet e diverse decine di altri soldati e marinai francesi morirono di colera durante la breve occupazione francese. Courbet aveva già sofferto di un grave attacco di dissenteria nell'aprile 1885, e la sua salute declinò rapidamente nei due mesi successivi. L'8 giugno 1885 camminò a capo scoperto sotto il sole cocente delle Pescadores durtante corteo funebre di Dert, un ufficiale di fanteria di marina appena morto di colera, e gli fu fatale. Morì a bordo della sua nave ammiraglia Bayard nel porto di Makung la notte dell'11 giugno 1885. L'ammiraglio Sébastien Lespès assunse il comando della Squadra dell'Estremo Oriente e il 13 giugno 1885 presiedette una cerimonia commemorativa per Courbet a Makung.
Il 23 giugno 1885, salutato dai cannoni di oltre trenta navi da guerra francesi, il Bayard lasciò Makung per riportare la salma di Courbet in Francia per i funerali di Stato a Parigi. Dopo un viaggio di ritorno in Francia durato due mesi, con soste a Singapore, Mahé, Aden, Suez, Alessandria e Bône, il 24 agosto 1885 il Bayard raggiunse le coste della Provenza e si unì alla flotta francese del Mediterraneo nel porto di Les Salins d'Hyères. La bara di Courbet fu sbarcata il 26 agosto 1885 e portata a Parigi a bordo di un treno speciale. Ad Avignone e in altre stazioni lungo il tragitto verso Parigi si radunarono folle patriottiche, desiderose di dare l'ultimo saluto al più famoso ammiraglio francese. Il 27 agosto 1885 si svolsero i funerali di Stato all'Hôtel des Invalides. L'orazione funebre fu pronunciata da Charles Émile Freppel, vescovo di Angers, uno dei più ferventi sostenitori della politica di conquista coloniale del Tonchino voluta da Jules Ferry. Il corpo di Courbet fu poi trasportato in treno nella sua città natale, Abbeville, dove il 1º settembre 1885 si tenne una cerimonia funebre. Dopo un'ulteriore orazione del vescovo Freppel, l'elogio finale fu pronunciato nella collegiata di Saint Vulfran dall'ammiraglio Charles-Eugène Galiber, da poco nominato ministro della marina. Courbet fu sepolto nel cimitero della Chapelle d'Abbeville. La sua spada fu depositata nella cappella della marina della basilica del Sacro Cuore di Montmartre. Nel suo testamento, Courbet lasciò in eredità i suoi "risparmi in contanti e titoli" alla Société de sauvetage en mer de la baie de Somme.

## Lo stile di comando di Courbet
Courbet era un comandante cauto e metodico, che calcolava attentamente le probabilità prima di impegnare i suoi uomini in battaglia. Ogni volta che gli fu possibile cercò di ridurre al minimo le perdite francesi e in diverse occasioni annullò un attacco che aveva precedentemente ordinato. Era un individuo estremamente riservato, che scoraggiava la familiarità con i suoi subordinati, sia ufficiali che soldati. Allo stesso tempo era profondamente rispettato e amato. Uno dei marinai della Squadra dell'Estremo Oriente riassunse il motivo per cui era così popolare: "L'Ammiraglio Courbet è un grande uomo. Non fa uccidere i suoi uomini per niente!".
Il colonnello Thomazi, commentando la scelta di Courbet da parte del governo francese per il comando della divisione navale del Tonchino nel 1883, ha fornito un'analisi perspicace dello stile di comando di Courbet:
Era tanto giudizioso quanto saggio, tanto disponibile quanto intelligente. Studiava con minuziosa attenzione i problemi da risolvere, ponderava attentamente la sua decisione e, una volta presa, la portava a termine con inflessibile energia. I suoi ordini erano brevi e lucidi e non si sottraeva mai all'assunzione di responsabilità. Pur essendo cauto nelle lodi, era un uomo giusto e riconosceva il buon servizio degli altri. Di conseguenza, era in grado di ottenere il meglio dai suoi subordinati, che a loro volta avevano piena fiducia in lui. Era uno di quei rari uomini nati per comandare gli altri. È certo che in qualsiasi altra carriera avrebbe mostrato la stessa superiorità e autorità dimostratta in marina. Le circostanze avrebbero messo in evidenza le sue magnifiche qualità di leader»
L'Enseigne de vaisseau Louis-Marie-Julien Viaud (1850–1923), che prestò servizio sotto il comando di Courbet nel Tonchino e descrisse le sue esperienze in una serie di articoli popolari pubblicati sotto lo pseudonimo di Pierre Loti, ha riconosciuto il lato più umano di Courbet:

## Intitolazioni in memoria di Courbet
L'antica place du Marché-au-Blé di Abbeville fu ribattezzata place de l'Amiral Courbet dalle autorità cittadine nel luglio 1885, poco dopo l'arrivo in Francia della notizia della morte di Courbet. La città di Zemmouri in Algeria fu ribattezzata Courbet nel 1886 e mantenne questo nome fino al 1962. Una stravagante statua barocca di Courbet fu eretta al centro della piazza alla fine del XIX secolo. La statua fu danneggiata da un bombardamento tedesco durante la seconda guerra mondiale.
Tre navi della Marine Nationale sono state intitolate all'ammiraglio Courbet: la corazzata Courbet, in servizio dal 1882 al 1909, la corazzata Courbet, in servizio dal 1913 al 1944, e la fregata stealth Courbet (F 712), attualmente in servizio attivo.

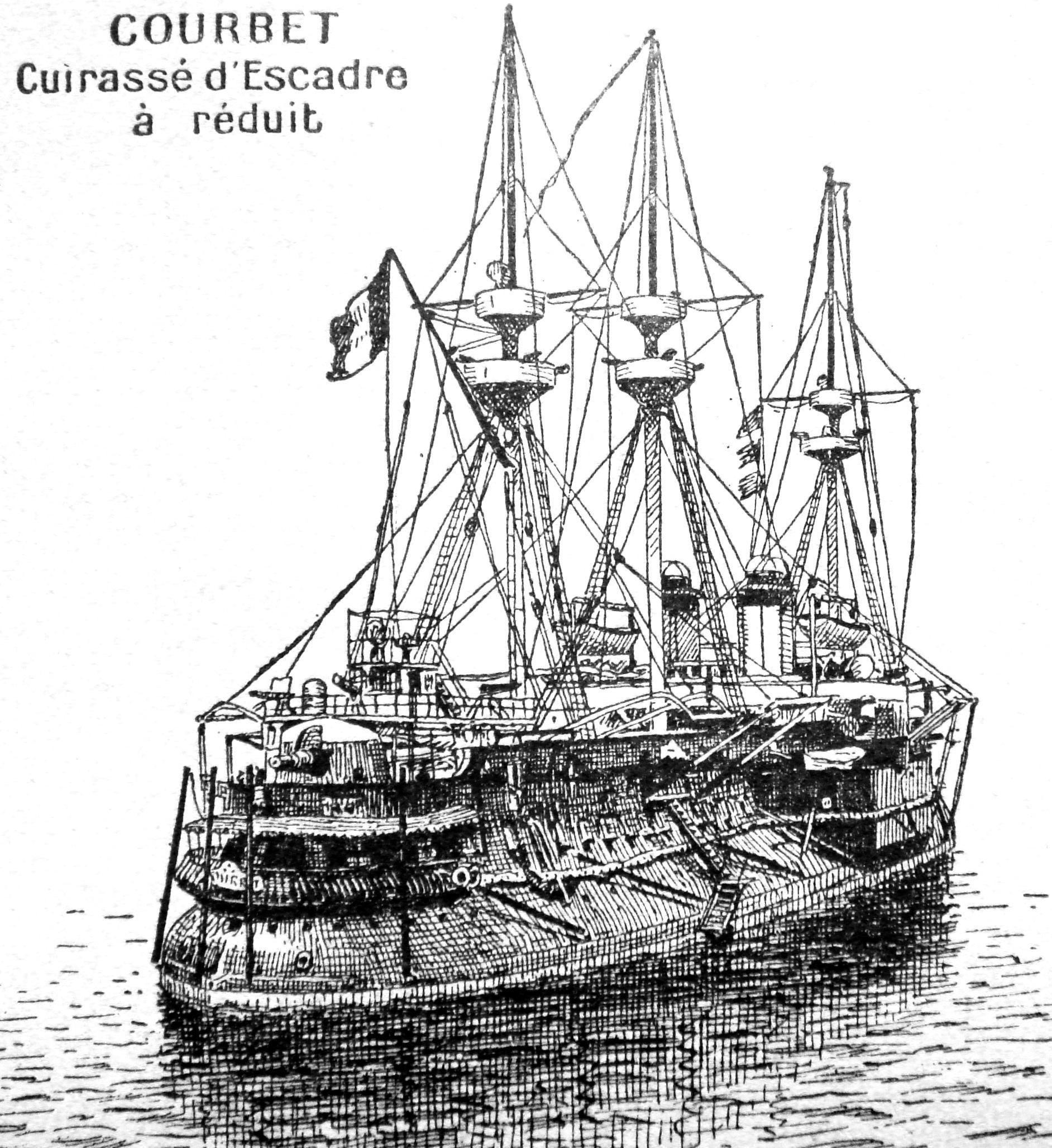
La corazzata Courbet
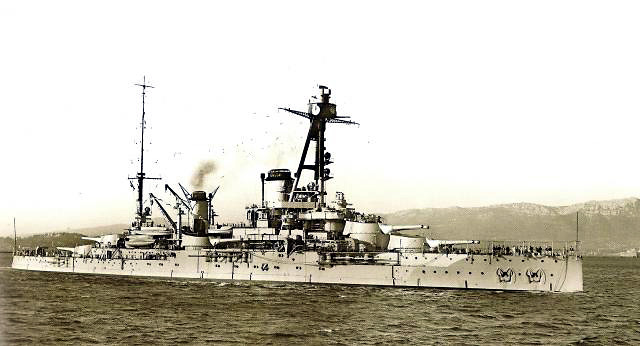
La dreadnought Courbet
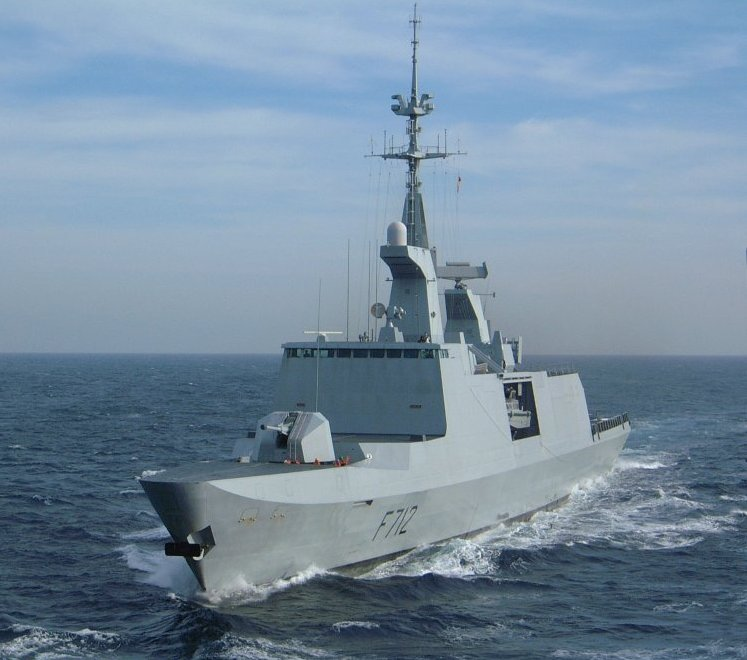
La fregata stealth Courbet